# Power Drift
Power Drift (Japans: パワードリフト) is een computerspel dat werd ontwikkeld en uitgegeven door Sega. Het spel kwam in 1988 uit als arcadespel. Later kwam het spel beschikbaar op verschillende homecomputers. Het spel is een racespel. Het maakte net als Out Run en Hang-On gebruik van "spritescaling" om een 3D-effect te creëren. Het doel van het spel is elke race minimaal als derde te eindigen. 

## Muziek
Elk parcours heeft zijn eigen muziek:
- Course A - Side Street
- Course B - Like the Wind
- Course C - Silent Language
- Course D - Adjustment Mind
- Course E - Artistic Traps

## Platforms
| Jaar | Platform                                                     |
| ---- | ------------------------------------------------------------ |
| 1988 | Arcade                                                       |
| 1989 | Amiga, Amstrad CPC, Atari ST, Commodore 64, MSX, ZX Spectrum |
| 1990 | DOS, TurboGrafx-16                                           |
| 1998 | SEGA Saturn                                                  |

## Ontvangst
| Beoordeeld door        | Platform     | Datum         | Score |
| ---------------------- | ------------ | ------------- | ----- |
| Zzap!                  | Commodore 64 | november 1989 | 94%   |
| The Games Machine (GB) | Commodore 64 | 1989          | 92%   |
| Your Sinclair          | ZX Spectrum  | januari 1990  | 82%   |
| 64'er                  | Commodore 64 | februari 1990 | 80%   |
| Commodore User         | Commodore 64 | 1989          | 80%   |
| ST Action              | Atari ST     | januari 1990  | 76%   |
| CU Amiga               | Amiga        | november 1989 | 70%   |
| Zzap!                  | Amiga        | januari 1990  | 65%   |
| The Games Machine (GB) | Amstrad CPC  | januari 1990  | 45%   |
| Commodore Format       | Commodore 64 | 1991          | 41%   |

## Trivia
- Het spel is opgenomen in het boek 1001 Video Games You Must Play Before You Die van Tony Mott.